# 晋攻陈之战
晋攻陈之战，發生於春秋时期，晋国攻打陈国的一系列戰爭。
陈国在楚国与齐国齐桓公争霸时，尚在中原阵营。齐桓公死后，楚国征服陈国，陈国于是被迫倒向楚国，前632年，晋文公与楚成王争霸的城濮之战后，陈国参加践土之盟，一度倒向晋国。但是晋文公去世后，楚国攻打陈国，使得陈国再次归顺楚国。晋国经常通过打击楚国的附庸国陈国来争夺霸权。晋陈交锋一般分为两种形式：一是晋国和楚国直接交兵时，陈国作为楚国的胁从国与晋国交战；另外是晋国为了避免与楚国直接交战，通过攻打陈国来打击楚国。一般是楚国占优势的时候，晋楚两国主要争夺宋国；两国实力持平时，晋楚两国主要争夺郑国；晋国占优势的时候，晋楚两国主要争夺陈国。
前632年四月初二日，城濮之战，晋国胥臣让下军分别抵挡陈、蔡军队。楚国子上率领右军。胥臣把马蒙上老虎皮，先攻陈、蔡两军。陈、蔡两军奔逃，楚军的右翼部队溃散。战后，蔡庄侯参加践土之盟，表示蔡国承认晋国的霸主地位。前604年，楚庄王进攻郑国。陈国和楚国讲和。晋国的荀林父救援郑国，进攻陈国。前603年春，由于陈国偏向楚国，晋国赵盾、卫国孙免再次攻打陈国。前600年，晋成公、宋文公、卫成公、郑襄公、曹文公在扈地会见，陈灵公没有参加会见，晋国的荀林父率领诸侯联军进攻陈国。晋成公在扈地去世，荀林父便率兵回国。
前575年，知武子作为下军副帅，率领齐国、鲁国、卫国、宋国、邾国等诸侯的军队入侵陈国，到达鸣鹿，因此入侵蔡国。前572年，晋悼公以韩厥、荀偃率领晋军及诸侯联军讨伐郑国以报彭城之战之仇，联军于洧上之战打败郑国，攻入新郑外城，又联合鄫国军队并借道郑国国境入侵楚国的焦和夷（都在今安徽省亳州市一带），并一直打到陈国。